# Greenville (Kentucky)
Greenville é uma cidade localizada no estado americano de Kentucky, no Condado de Muhlenberg.

## Demografia
Segundo o censo americano de 2000, a sua população era de 4398 habitantes.
Em 2006, foi estimada uma população de 4276, um decréscimo de 122 (-2.8%).

## Geografia
De acordo com o United States Census Bureau tem uma área de
12,4 km², dos quais 12,4 km² cobertos por terra e 0,0 km² cobertos por água. Greenville localiza-se a aproximadamente 151 m acima do nível do mar.

## Localidades na vizinhança
O diagrama seguinte representa as localidades num raio de 20 km ao redor de Greenville.